# Битка при Кримисос
Битката при Кримисос е сражение, което се състои през юни 341 пр.н.е.

## Съотношение на силите
В битката участват не повече от 10 000 сицилиански гърци под командването на Тимолеон и 70 000 картагенци (в това число „Свещената дружина“ от 2500 аристократи) под командването на Хамилкар и Хасдрубал.

## Ход на битката
Тимолеон атакува картагенците, които преминават през река Кримис, и разбива „Свещената дружина“ преди идването на основните сили. Силният дъжд помага на сицилианците, които след ожесточена схватка удържат пълна победа. Картагенците отстъпват, оставяйки на полесражението над 10 000 убити и 15 000 пленени.
Въпреки неблагоприятния изход на сражението, картагенците продължават да контролират по-голяма част от Сицилия.